# Тарачки
Тарачки — деревня в Козельском районе Калужской области. Входит в состав сельского поселения «Село Покровск».
Расположена на правом берегу реки Сырогожа (приток Клютомы), примерно в 2 км к юго-западу от села Покровск.

## Население
На 2010 год население составляло 23 человека.